# 格奈乌斯·庞培

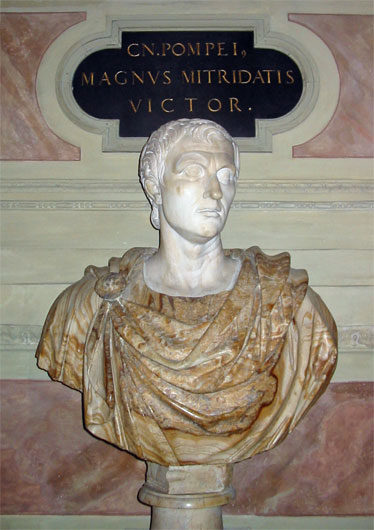
位於慕尼黑的庞培半身雕像

格奈乌斯·庞培（拉丁語：Gnaeus Pompeius Magnus；全名，前106年9月29日—前48年9月28日），古罗马政治家和军事家。勇悍善戰，兇殘嗜殺，前三頭同盟之一。第四任妻子尤麗亞為凱撒之女。
他一共三次擔任執政官（公元前70、55、52年）。他參與過三次羅馬凱旋儀式。他曾在塞多留戰爭、斯巴达克斯起义、第三次米特拉达梯战争，以及許多其他戰爭中擔任指揮官。他在羅馬從共和國過渡為帝國的過程中扮演了重要的角色。他早年是羅馬將軍、獨裁官蘇拉的支持者。他後來與凱撒、克拉苏組成了三頭同盟。他最終和凱撒敵對，並被後者擊敗，逃亡至埃及後被暗殺。

## 生平
龐培出身於貴族家庭，是格奈烏斯·龐培·斯特拉博的長子。他的父親斯特拉博曾在前 89 年擔任執政官。龐培在同盟戰爭中跟隨父親，開啟了他的軍旅生涯。
前 87 年以來，以蘇拉為首的貴人派和以馬略為首的平民派進行了激烈的政治鬥爭，最終演變為內戰。龐培在故鄉招募了約三隻軍團支持蘇拉，幫助蘇拉奪取了權力。龐培因此受到蘇拉的賞識，蘇拉將他的繼女艾米莉亞嫁給了龐培。
剩餘的馬略黨人逃到了西西里與阿非利加行省，龐培先後平定了這兩地的叛亂，得到了“年輕的屠夫”和“偉大者”的稱號，並為自己贏得了一場凱旋式。
前77年，前執政官马尔库斯·埃米利乌斯·雷必达在外省發動叛亂，並向羅馬進軍，龐培平定了此次叛亂。
塞多留是當時一位重要的馬略支持者，他在西班牙建立了強大的政權，並與羅馬展開了經年持久的戰爭。前76年，龐培召集軍隊進入伊比利亞，與塞多留作戰。雙方互有勝負，直到前72年，塞多留在內亂中被暗殺，龐培才最終結束了這場戰爭，於西班牙重建了羅馬統治。
大約在同一時間，意大利半島上爆發了著名的斯巴达克斯起义。在前71年，克拉蘇擊敗了斯巴達克斯的軍隊，而剛剛返回意大利的龐培抓捕了數千在戰場上逃跑的敵軍，將他們釘死在十字架上，並宣稱自己是平定起義的功臣。克拉蘇因此與龐培不和。
龐培和克拉蘇一同擔任前70年的執政官。由於資歷欠缺和年齡不滿等因素，龐培此次擔任執政官可謂是破格的。龐培還因軍功而獲得了第二次的凱旋式。
前67年，龐培被授權打擊當時在地中海肆虐的海盜，取得了重要成功。
數年前（前74年），比提尼亞國王去世，將他的王國贈與羅馬。本都王國的米特里達梯六世，以及亞美尼亞的提格蘭二世為此結盟，與羅馬交戰，第三次米特拉达梯战争爆發。
前66年，龐培讓護民官通過了馬尼利亞法，使他獲得在小亞細亞的廣泛權力，以對抗米特里達梯。元老們雖然私下裏因為龐培掌握如此多的影響力而恐懼，但又攝於龐培獲得的民意支持，不得已允許了這些措施。龐培與帕提亞的弗拉特斯三世結盟，說服後者入侵亞美尼亞。前66年末，龐培在呂庫斯（Lycus）擊敗了米特里達梯。米特里達梯逃到了高加索黑海沿岸的科爾基斯。
龐培隨迫使亞美尼亞退出戰爭，並通過一系列戰爭征服了米特里達梯在高加索地區的盟友們。前 63年，米特里達梯在內亂中被殺害。
前64年，龐培率軍終結了希臘塞琉古帝國和使猶太人的哈斯蒙尼王朝成为羅馬附属国，權力到達頂峰。龐培建立了比提尼亞及本都、敘利亞等行省，獲得了巨大的威望。
公元前60年，龐培與克拉蘇、凱撒結成了前三头同盟，龐培娶了凱撒的女兒尤利婭以穩固兩者的關係。在尤利婭（前54年）和克拉蘇（前53年）相繼去世後，龐培轉而加入了羅馬元老院「貴人派」的陣營，龐培和凱撒因此展開了關於羅馬領導權的競爭，並最終引發了凱撒內戰。龐培在公元前48年的法萨卢斯战役中被徹底擊敗。他逃到托勒密埃及尋求庇護。
前48年秋季，庞培在凱撒軍的追擊下來到了亞歷山卓外海。
前48年9月28日，庞培覺得事情有異。托勒密迎接的場面既不隆重，還有點肅殺，岸上滿是士兵，加上托勒密還派出艦隊像是監視庞培般。庞培自知無法逃脫，只得乘著對方安排的一艘小船，準備要登上埃及的海岸。然而迎接他的托勒密軍官在庞培一上岸，就殺了庞培並砍下他的頭，動手的軍官中還有庞培的老部下。托勒密顧命大臣阿基拉斯（Achillas）和盧基烏斯·塞普提米烏斯（Lucius Septimius）動手殺了庞培。庞培的妻子和孩子在海上看到這件慘案，連忙揚帆逃走，這天剛好也是庞培58歲生日。

### 一手资料
- Appian. (1996) The Civil Wars, Book 2. Penguin Classics. New edition. ISBN 978-0140445091 Book 2  （页面存档备份，存于） Accessed August 2016
- Appian. (2014). The Foreign Wars, Book 12, The Mithridatic Wars. CreateSpace Independent Publishing Platform. ISBN 978-1503114289  （页面存档备份，存于） Accessed August 2016
- Julius Caesar. (1976). The Civil War: Together with the Alexandrian War, the African War, and the Spanish War. Penguin Classics. New impression edition. ISBN 978-0140441871  Accessed August 2016
- Cassius Dio. (1989). Roman History. Volume 3, Books 36–40. (Loeb Classical Library) Loeb New issue of 1916 edition. ISBN 978-0674990593; Vol. 4, Books 41–45, ISBN 978-0674990739.  （页面存档备份，存于） Books 36–41. Accessed August 2016
- Josephus. (2014). The Antiquities of the Jews: Volume II (Books XI–XX). CreateSpace Independent Publishing Platform; First edition. ISBN 978-1500894573  （页面存档备份，存于） Accessed August 2016
- Plutarch. (1917). Lives, Vol V: Agesilaus and Pompey. Pelopidas and Marcellus. (Loeb Classical Library). Cambridge, MA: Harvard University Press. ISBN 978-0674990890 Parallel Lives, Life of Pompey （页面存档备份，存于） Accessed August 2016

### 二手资料
- Abbott, F., History and Description of Roman Political Institutions, Adamant Media Corporation, 2001; ISBN 978-0543927491
- Beesley, A., The Gracchi, Marius and Sulla, Pinnacle Press, 2017; ISBN 9781374894761
- Boak, A., E., R., A History of Rome to 565 A.D., Cornell University Library, 2009; ASIN B002EQA6AC
- Brice, Lee L., Warfare in the Roman Republic: From the Etruscan Wars to the Battle of Actium, ABC-CLIO, 2014; ISBN 9781610692991
- De Souza, P., Piracy in the Graeco-Roman World, Cambridge University Press, 2002; ISBN 978-0-521-01240-9
- Goldsworthy, A., In the name of Rome: The Men Who Won the Roman Empire, Weidenfeld & Nicolson, New edition, 2004; ISBN 978-0753817896
- Greenhalgh, P., Pompey The Republican Prince, Littlehampton Book Services Ltd; 1981; Littlehampton Book Services Ltd, 1981; ISBN 978-0297778813
- Hillman, T., P., The Reputation of Cn. Pompeius Magnus among His Contemporaries from 83 to 59 B.C., Diss. New York 1989.
- Leach, John, Pompey the Great, Biddles Ltd, Guildford. Surrey, 1978; ISBN 0-8476-6035-4
- Holland, Tom. Rubicon, The Triumph and Tragedy of the Roman Republic, Abacus; New edition, 2004; ISBN 978-0349115634
- Nicols, Marianne Schoenlin. Appearance and Reality. A Study of the Clientele of Pompey the Great, Diss. Berkeley/Cal. 1992.
- Sampson, Gareth, The Collapse of Rome: Marius, Sulla and the First Civil War, Pen and Sword Military, 2013; ISBN 9781848843264
- Seager, R., Pompey the Great: A Political Biography, Wiley-Blackwell; 2nd edition, 2002; ISBN 978-0826203564 (paperback) ISBN 978-0631227205 (hardcover)
- Southern, P., Pompey the Great: Caesar's Friend and Foe, The History Press, 2003; ISBN 978-0752425214
- Stockton, D., The First Consulship of Pompey, Historia 22 (1973), 205–18.
- Tröster, Manuel. Roman Hegemony and Non-State Violence. A Fresh Look at Pompey’s Campaign against the Pirates, Greece & Rome 56 (2009), 14–33.
- Van Ooteghem, J., Pompée le Grand. Bâtisseur d’Empire. Brussels 1954.
- Wylie, G., J., Pompey Megalopsychos, Klio 72 (1990), 445–456.

| 官衔                                                              | 官衔                                              | 官衔                                                          |
| ----------------------------------------------------------------- | ------------------------------------------------- | ------------------------------------------------------------- |
| 前任者： P·科尔内利乌斯·雷恩图卢斯 格奈乌斯·奥菲迪乌斯·奥雷斯特斯 | 罗马执政官 前70年 與M·李锡尼·克拉苏同時在任       | 繼任者： 昆图斯·霍顿修斯 Q·卡埃基利乌斯·梅特鲁斯·克雷提库斯   |
| 前任者： 尼亚斯·科内利斯·伦图鲁斯·马塞利努斯 L·马修斯·菲利普斯    | 罗马执政官 II 前55年 與M·李锡尼·克拉苏 II同時在任 | 繼任者： L·多米提乌斯·阿诺巴伯斯 阿皮乌斯·克劳迪乌斯·普尔切尔 |
| 前任者： 尼亚斯·多米提乌斯·卡尔文斯 M·瓦莱里乌斯·梅萨拉·鲁弗斯    | 罗马执政官 III 前52年2月 无人共职                 | 繼任者： 自己 梅特鲁斯·西庇阿                                 |
| 前任者： 自己                                                     | 罗马执政官 前52年 與梅特鲁斯·西庇阿同時在任       | 繼任者： 塞尔维乌斯·苏尔皮奇乌斯·鲁弗斯 马塞卢斯              |

1. ↑  Abbott (1901), 114